# 天外魔境III Namida
《天外魔境III Namida》是Hudson Soft发行的电子角色扮演游戏，为天外魔境系列第三作。游戏于2005年在PlayStation 2推出。
《Fami通》为游戏打出29/40分。

## 角色
南彌陀
壹與
鶇
牛坊主
咚卡拉鈴（聲優：金田朋子）
彌亞
為朝
鬼一番
藤兵衛